# رمی فنتانیل
رمی فنتانیل (به انگلیسی: Remifentanil)
رده درمانی: داروهای بیهوشی
اشکال دارویی: آمپول

## موارد مصرف
کاربرد اصلی آن به عنوان پیش دارو و آرامبخش قبل از بیهوشی در اتاق عمل است.امروزه رمی فنتانیل به‌طور گسترده ای برای بیهوشی و تسکین درد استفاده می شود.

## مکانیسم اثر
رمی فنتانیل با قدرت اثر ضد دردی دو برابر فنتانیل و دویست برابر مرفین به پزشکی به عنوان هوشبر داخل وریدی معرفی شده است. این دارو بر گیرنده های اپیوئیدی مؤثر است.

## عوارض جانبی
کاهش فشار خون دیاستولی و کاهش اشباع اکسیژن خون، تهوع و استفراغ.